# Al-Mahdi (Abbasside)
Pour les articles homonymes, voir Al-Mahdi.
 (janvier 2020).
Muhammad al-Mahdî ben `Abd Allah al-Mansûr (en arabe : محمد المهدي بن عبد الله المنصور) également connu sous son nom de règne (laqab) al-Mahdi, né le 3 août 744 à Bagdad et mort le 24 juillet 785, est le troisième calife abbasside qui règne de 775 à 785. Il succède à son père Al-Mansûr en 775.

## Biographie
Sous le règne de son père, Al-Mahdî mène une campagne victorieuse contre une rébellion au Khorasan (760).[Lequel ?]
Al-Mahdî fut proclamé calife alors que son père al-Mansûr était encore sur son lit de mort (775). Mais son successeur désigné devait être son oncle `Isâ. Cet oncle avait été évincé par al-Mansûr au profit de Al-Mahdî. Al-Mahdî commença par proposer d'importantes sommes d'argent afin qu'il renonce à son droit de succession. Après diverses manœuvres Al-Mahdî obtint ce qu'il désirait : `Isâ renonçait à son droit de succession ; son fils Mûsâ al-Hadî fut désigné comme successeur et après lui son second fils Hârûn ar-Rachîd (vers 780).
Al-Mahdî poursuivit la mise en place de l'administration abbasside en créant de nouveaux ministères (dîwân) : celui de la guerre, la justice et les finances. Les juges (qâdi) furent rémunérés et certaines lois contre les non arabes furent abolies.
Mais son califat est également celui du développement de la culture musulmane à Bagdad grâce à une ouverture à la sagesse antique et le début de l’âge d’or de “la civilisation islamique classique” ; en effet, al-Mahdî est à l’initiative de la grande entreprise de traduction des classiques grecs en arabes via le syriaque. C’est d’ailleurs pour la traduction des Topiques d’Aristote que al-Mahdî se rapproche de Timothée Ier, le catholicos de l'église nestorienne.
Les Barmécides qui avaient fourni des vizirs depuis le règne de Abû al-`Abbâs As-Saffah, dirigèrent ces nouveaux ministères. Al-Mahdî construisit des routes, instaura un système postal et fit la guerre aux Byzantins. L'usage du papier, à la place du parchemin et ou du papyrus, se généralisa. Des rues entières de Bagdad se consacrèrent au commerce du papier et des livres.
Al-Mahdî maintenait une politique religieuse assez rigoureuse, il poursuivit les dualistes (zindiq). Pouvaient être accusés de dualisme les convertis zoroastriens, surtout chez les persans, mais aussi les soufis. Al-Mahdî déclara que le calife n'était pas seulement un souverain, mais qu'il était de son devoir de définir l'orthodoxie religieuse afin de maintenir la cohésion de la communauté des croyants (umma). Ce nouveau pouvoir sera lourd de conséquences sous le règne de Al-Mâ'mûn, puisqu'il s'en inspire et instaure une inquisition contre les partisans du coran incréé (mihna).
En 799, son fils, Hārūn al-Rašīd, fait assassiner en prison le septième imâm chiite Mûsâ al-Kâzim ben Ja`far.[pourquoi ?]
Al-Mahdî est mort en 785 soit d'un accident de cheval au cours d'une chasse, soit empoisonné, par erreur, par une esclave jalouse d'une rivale que le calife lui aurait préférée et qu'elle voulait éliminer.

## Al-Khayzurân
Al-Khayzurân était une esclave à la cour des califes abbassides, probablement originaire du Yémen. Elle prit un ascendant politique sur son époux al-Mahdî au point de gouverner en partie à sa place. Elle intrigua pour que ses deux fils soient placés en position de successeurs de leur père alors que cela aurait dû être leur oncle `Isâ qui avait déjà été évincé par al-Mansûr au profit de al-Mahdî. Les notables qui venaient le matin rendre hommage au calife, commençaient par venir saluer al-Khayzurân, puis al-Mahdî.
Son fils aîné Mûsâ al-Hâdî fut institué premier successeur et ensuite son fils préféré Hârûn ar-Rachîd.